# Fabio Fabiani
Fabio Fabiani (Ravenna, 13 ottobre 1974) è un pilota automobilistico italiano.

## Biografia
Ha iniziato come pilota motociclistico nel Campionato Italiano Sport Production nel 1994 e nel 1995 ha partecipato al campionato Italiano 125cc.
Dopo il servizio militare, dal 1996, ha gareggiato nel Campionato Italiano 600' Sport Production, Campionato Italiano 125cc, Europeo 125cc e 250cc. 
Nel 2004 ha subito un grave incidente automobilistico che lo ha costretto in coma per 12 giorni. Dopo una lunga convalescenza è tornato in sella l'anno dopo avendo, però, un incidente. Si ritira dalle competizioni motociclistiche nel 2005. 
Inizia a correre in auto nel 2005 partecipando al Campionato Europeo (European Touring Car Cup ) nel 2007 e nel 2008 vincendo la classe Super Produzione nel 2008. Ha inoltre raggiunto il secondo posto nel 2010 e nel 2011. 
Nel 2009, intanto, fa il suo debutto nel mondiale WTCC ( World Touring Car Championship ) e, nel 2011, riesce a vincere il Jay-Ten Trophy del Campionato del Mondo WTCC. 
Nel 2014 ritorna nel mondo delle corse con il team PAI Tecnosport e partecipa alla Coppa Italia con la seconda guida Eugenio Pisani (1991) su una Seat Leon Supercopa Long Run.
La stagione 2014 si conclude con il terzo posto assoluto nella classifica della Coppa Italia e il secondo posto nella classifica delle Seat Leon Supercopa. La seconda guida Eugenio Pisani, complice anche la non partecipazione a tutte le gare, conclude al quinto posto assoluto e al terzo posto nella classifica delle Seat Leon Supercopa.